# Алюминат никеля(II)
Алюминат никеля(II) — неорганическое соединение, комплексный окисел металлов никеля и алюминия с формулой Ni(AlO2)2; голубые кристаллы; не растворяется в воде.

## Получение
- Прокаливание смеси оксида никеля(II) и оксида алюминия[1]:

{\displaystyle {\mathsf {NiO+Al_{2}O_{3}\ {\xrightarrow {1200-1550^{o}C}}\ Ni(AlO_{2})_{2}}}}

## Физические свойства
Алюминат никеля(II) образует голубые кристаллы
кубической сингонии,
пространственная группа F d3m,
параметры ячейки a = 0,8046 нм, Z = 8.
Не растворяется в воде.

## Применение
- Катализатор гидрирования.